# Беркнер
Беркнер (на английски: Berkner Island) е остров край бреговете на Западна Антарктида, Земя кралица Елизабет, най-южния остров в света. Представлява остров-възвишение, изцяло „бетонирано“ в шелфовия ледник Филхнир, разположен на 150 km северно от брега на континента (Земя кралица Елизабет), а 17 km на север го отделят от откритите води на море Уедъл, простиращо се в Атлантическия сектор на Южния океан. Дължина от север на юг 320 km, ширина 135 km, площ 43 873 km². Втори по големина остров в Антарктика след остров Земя Александър I. По източния му бряг далеч навътре се вдават ледените заливи Маккарти, Робъртс и Спилхаус, а на северозападния му бряг – ледения залив Гулд. В северната му част се издига възвишението Рейнвартхьох (698 m), а в южната – възвишението Тисенхьох (879 m, по други данни 975 m).
Остров Беркнер е открит през 1957 г. от видния американски антарктически изследовател Фин Роне по време на полетът му далеч на юг от базата на експедицията, след което е заснет чрез аерофотоснимки през 1957 – 58 г., на базата на които е картиран. През 1961 г. Американския Консултативен комитет по антарктическите названия го наименува в чест на американския физик Лойд Беркнер (1905 – 1967), участник в американската антарктическа експедиция (1928 – 30), ръководена от Ричард Бърд.